# هفتومان
هفتومان هي قرية في مقاطعة خور وبيابانك، إيران. يقدر عدد سكانها بـ 137 نسمة بحسب إحصاء 2016.